# Petrus Benedicti Oelandus
Petrus Benedicti Oelandus, även kallad Ölandus och Oleandus, född 1531 på Öland, död 10 april 1606 i Örebro, biskop i Linköpings stift 1589-1606.

## Biografi
Petrus Benedicti föddes 1531 på Öland. Han blev 1558 student vid Rostocks universitet och troligen magister därstädes. Han återvände hem och prästvigdes till rektor vid Uppsala katedralskola 1561. Han blev 1572 professor därstädes och den 24 februari 1573 nämns han som professor et poenitentiarius. Petrus Benedicti blev 1575 kyrkoherde i S:t Laurentii församling, Söderköping och vigdes till biskop i Västerås stift 1581. Han blev biskop i Linköpings stift 1689. Petrus Benedicti avled 10 april 1606 vid riksdagen i Örebro. Han begravdes i Linköpings domkyrka.
Intressant för  Linköpings stifts historia under hans biskopstid är hans s.k. Acta Visitationis, en handskrift  i Linköpings domkapitels arkiv i Vadstena landarkiv, signum f IIIa:1, som 1954 utgavs i tryck av K.H.Johansson under titeln Linköpingsbiskopen Petrus Benedicti's Visitationsbok.

### Familj
Petrus Benedicti gifte sig 1565 med Magdalena Jacobsdotter (1547–1605). Hon var dotter till prosten Jacob i Håtuna församling. De fick tillsammans barnen Petrejus, Anna som var gift med domkyrkosysslomannen Laurentius Bergeri i Linköping, Birgitta (död 1590), Christina Persdotter som var gift med rektorn Sylvester Johannis Phrygius i Linköping, Margareta som var gift med klädesskrivaren Knut Jönsson och sju söner som dog före fadern.